# Over Dinsdale
Over Dinsdale est un village et une paroisse civile du Yorkshire du Nord, en Angleterre.